# Ian Hummel
Ian Kevin Hummel (* 12. August) ist ein US-amerikanischer Schauspieler und Requisiteur.

## Leben
Hummel wurde als Sohn der Requisiteure Robert und Carol Hummel geboren. Er debütierte 2018 im Spielfilm Rusty Tulloch unter dem Namen Kevin Hummel in der Rolle des Barmanns Walt als Schauspieler. Seit 2022 ist er regelmäßig als Schauspieler zu sehen und wirkte unter anderem in Kurzfilmen mit und stellte Episodenrollen in den Fernsehserien Murder in the Heartland und UFO Witness dar. Zwischen 2022 und 2023 stellte er die Rolle des Gene in den drei Fernsehfilmen Super Volcano, Megaquake – Kalifornien am Abgrund und Ice Storm – Der Beginn einer neuen Eiszeit dar. 2024 verkörperte er im Horrorfilm Monster Mash die größere Rolle des Werwolfs Charles Conliff, der sich mit einigen anderen übernatürlichen Wesen gegen Dr. Frankstein verbünden muss. Im selben Jahr wirkte er in 59 Episoden der Miniserie Love the Way You Lie in der Rolle des Paul Lowe und hatte eine kleine Rolle in der Filmproduktion Elevation inne.

## Filmografie (Auswahl)
- 2018: Rusty Tulloch
- 2022: Murder in the Heartland (Fernsehserie, Episode 4x12)
- 2022: We Are Human Too (Kurzfilm)
- 2022: UFO Witness (Fernsehserie, Episode 2x05)
- 2022: Super Volcano (Fernsehfilm)
- 2022: Madness: Project Nexus Cinematic (Kurzfilm)
- 2022: Megaquake – Kalifornien am Abgrund (20.0 Megaquake, Fernsehfilm)
- 2022: The Bridge of Death (Kurzfilm)
- 2022: King Arthur in Search of the Holy Grail of Data (Kurzfilm)
- 2023: Ice Storm – Der Beginn einer neuen Eiszeit (Ice Storm, Fernsehfilm)
- 2023: The Night Boyz
- 2023: A Shattered Reflection of a Woman (Kurzfilm)
- 2023: The Forbidden Alpha (Miniserie)
- 2024: Fleeing Husband: Please Love Me All Over Again (Miniserie)
- 2024: Monster Mash
- 2024: Reborn to Revenge, the Betrayed Luna (Miniserie)
- 2024: The South Jersey Horror Podcast (Podcast, Episode 4x34)
- 2024: Fated by Moonlight, My Forbidden Stepmother
- 2024: Driven to Love (Miniserie)
- 2024: Love the Way You Lie (Miniserie, 59 Episoden)
- 2024: Wild West Chronicles (Fernsehserie, Episode 4x07)
- 2024: My Call Boy Billionaire Daddy (Miniserie)
- 2024: Trucker
- 2024: Elevation
- 2024: Love Me All You Like (Miniserie)
- 2024: Incurable Love (Miniserie)
- 2024: Ava (Kurzfilm)
- 2025: Claimed by the Alpha I Hate (Miniserie)